# Magsaysay (Davao del Sur)
Magsaysay is een gemeente in de Filipijnse provincie Davao del Sur op het eiland Mindanao. Bij de laatste census in 2007 had de gemeente ruim 45 duizend inwoners.

## Geografie

### Bestuurlijke indeling
Magsaysay is onderverdeeld in de volgende 22 barangays:
| - Bacungan - Balnate - Barayong - Blocon - Dalawinon - Dalumay - Glamang - Kanapulo - Kasuga - Lower Bala - Mabini | - Maibo - Malawanit - Malongon - New Ilocos - New Opon - Poblacion - San Isidro - San Miguel - Tacul - Tagaytay - Upper Bala |

## Demografie
Magsaysay had bij de census van 2007 een inwoneraantal van 45.005 mensen. Dit zijn 1.833 mensen (4,2%) meer dan bij de vorige census van 2000. De gemiddelde jaarlijkse groei komt daarmee uit op 0,58%, hetgeen lager is dan het landelijk jaarlijks gemiddelde over deze periode (2,04%). Vergeleken met de census van 1995 is het aantal mensen met 3.026 (7,2%) toegenomen.

De bevolkingsdichtheid van Magsaysay was ten tijde van de laatste census, met 45.005 inwoners op 268,09 km², 167,9 mensen per km².